# Dionaea
Dionaea là một chi ruồi trong họ Tachinidae.

## Loài
- D. aurifrons (Meigen, 1824)[1][2][3][4]
- D. brevidorceps Emden, 1954
- D. flavisquamis Robineau-Desvoidy, 1863[2]
- D. magnifrons Herting, 1977[2]

Danh sách này không đầy đủ, bạn cũng có thể giúp mở rộng danh sách.

## chú thích
1. 1 2 3  Chandler, Peter J. (1998). Checklists of Insects of the British Isles (New Series) Part 1: Diptera. New Series. Quyển 12. London: Royal Entomological Society of London. tr. 1–234. ISBN 0-901546-82-8. {{Chú thích sách}}: Đã bỏ qua |journal= (trợ giúp)
2. 1 2 3 4  "Fauna Europaea version 2.4". European Commission. ngày 27 tháng 1 năm 2011. Bản gốc lưu trữ ngày 2 tháng 6 năm 2017. Truy cập ngày 12 tháng 3 năm 2011.
3. ↑  Belshaw, Robert (1993). "Tachinid Flies Diptera Tachinidae". Royal Entomological Society Handbooks. Quyển 10 số 4ai. Royal Entomological Society of London. tr. 170.
4. ↑  van Emden, F.I. (1954). "Ditera Cyclorrhapha Calyptrata (I) Section (a) Tachinidae & Calliphoridae". Royal Entomological Society Handbooks. Quyển 10 số 4a. Royal Entomological Society of London. tr. 133.